# 格拉西亞斯

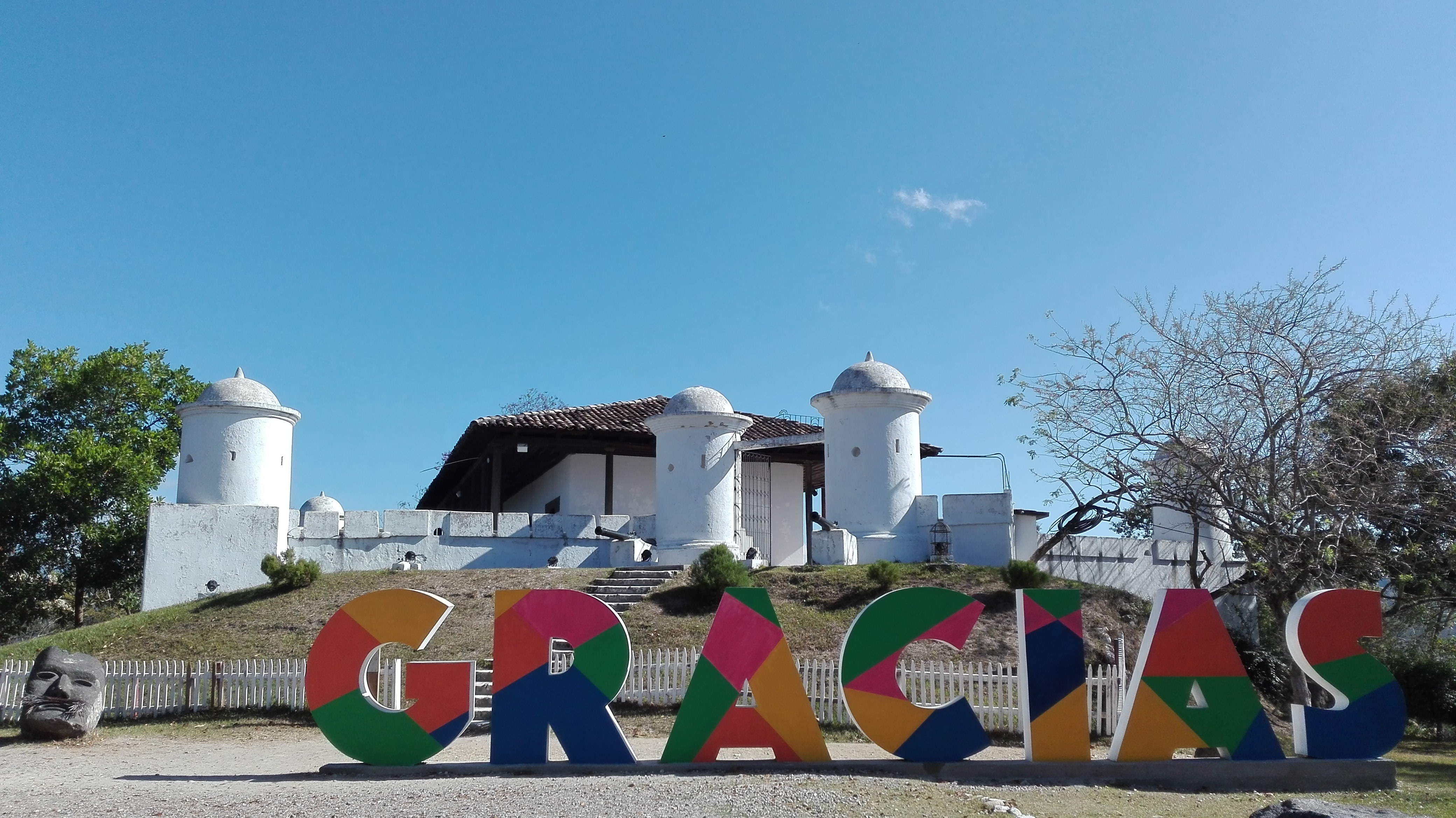
格拉西亞斯

格拉西亞斯（西班牙語：Gracias）是洪都拉斯的城市，也是倫皮拉省的首府，位於該國西部，始建於1536年，面積432平方公里，海拔高度802米，主要經濟活動有農業和旅遊業，2001年人口31,422。

## 外部連結
- Photos of Gracias on Flickr
- Colosuca, Gracias and Surrounding Department's website （页面存档备份，存于）
- Official Gracias and Surrounding Department's website （页面存档备份，存于）

14°35′N 88°35′W / 14.583°N 88.583°W